# Jiří Tlustý (lední hokejista)
Jiří Tlustý (* 16. března 1988 Slaný) je bývalý český profesionální hokejový útočník, který hrál za klub Carolina Hurricanes v severoamerické National Hockey League (NHL).

## Soukromý život
Manželka Soňa Tlustá
Dcera Nela Tlustá
Je členem týmu Real TOP Praha, v jehož dresu se zúčastňuje charitativních zápasů a akcí.
Na televizní stanici O2 TV působí v roli extraligového experta.

## Kariéra
Hrál na pozici levého křídla v Kanadsko-americké soutěži NHL. Tam oblékal dresy týmu Carolina Huricanes, Toronto Maple Leafs, Winnipeg Jets a New Jersey Devils.
V červnu 2018 musel kvůli zraněním ukončit kariéru.

## Ocenění a úspěchy
- 2006 ČHL-20 - Nejproduktivnější hráč v playoff
- 2006 MS-18 - All-Star Tým
- 2007 OHL - Druhý All-Rookie Tým
- 2009 AHL - Hráč měsíce února 2009

## Prvenství
- Debut v NHL - 25. října 2007 (Pittsburgh Penguins proti Toronto Maple Leafs)
- První gól v NHL - 25. října 2007 (Pittsburgh Penguins proti Toronto Maple Leafs, brankáři Marc-André Fleury)
- První asistence v NHL - 2. listopadu 2007 (New Jersey Devils proti Toronto Maple Leafs)
- První hattrick v NHL - 2. dubna 2013 (Carolina Hurricanes proti Washington Capitals)

## Klubové statistiky
| Sezóna       | Klub                | Soutěž       |     | Základní část | Základní část | Základní část | Základní část | Základní část |   | Play off | Play off | Play off | Play off | Play off |
| Sezóna       | Klub                | Soutěž       | Z   | G             | A             | B             | TM            | Z             | G | A        | B        | TM       |          |          |
| 2005-06      | HC Rabat Kladno     | ČHL          | 44  | 7             | 3             | 10            | 51            | —             | — | —        | —        | —        |          |          |
| 2006-07      | Toronto Marlies     | AHL          | 6   | 3             | 1             | 4             | 4             | —             | — | —        | —        | —        |          |          |
| 2007-08      | Toronto Maple Leafs | NHL          | 58  | 10            | 6             | 16            | 14            | —             | — | —        | —        | —        |          |          |
| 2007-08      | Toronto Marlies     | AHL          | 14  | 7             | 11            | 18            | 8             | 19            | 2 | 8        | 10       | 8        |          |          |
| 2008-09      | Toronto Maple Leafs | NHL          | 14  | 0             | 4             | 4             | 0             | —             | — | —        | —        | —        |          |          |
| 2008-09      | Toronto Marlies     | AHL          | 66  | 25            | 41            | 66            | 26            | 6             | 1 | 2        | 3        | 2        |          |          |
| 2009-10      | Toronto Maple Leafs | NHL          | 2   | 0             | 0             | 0             | 0             | —             | — | —        | —        | —        |          |          |
| 2009-10      | Albany River Rats   | AHL          | 20  | 6             | 9             | 15            | 10            | 5             | 0 | 1        | 1        | 0        |          |          |
| 2009-10      | Toronto Marlies     | AHL          | 19  | 8             | 7             | 15            | 4             | —             | — | —        | —        | —        |          |          |
| 2009-10      | Carolina Hurricanes | NHL          | 18  | 1             | 5             | 6             | 6             | —             | — | —        | —        | —        |          |          |
| 2010-11      | Carolina Hurricanes | NHL          | 57  | 6             | 6             | 12            | 14            | —             | — | —        | —        | —        |          |          |
| 2010-11      | Charlotte Checkers  | AHL          | 5   | 1             | 1             | 2             | 4             | —             | — | —        | —        | —        |          |          |
| 2011-12      | Carolina Hurricanes | NHL          | 79  | 17            | 19            | 36            | 26            | —             | — | —        | —        | —        |          |          |
| 2012-13      | Rytíři Kladno       | ČHL          | 24  | 12            | 11            | 23            | 12            | —             | — | —        | —        | —        |          |          |
| 2012-13      | Carolina Hurricanes | NHL          | 48  | 23            | 15            | 38            | 18            | —             | — | —        | —        | —        |          |          |
| 2013-14      | Carolina Hurricanes | NHL          | 68  | 16            | 14            | 30            | 22            | —             | — | —        | —        | —        |          |          |
| 2014-15      | Carolina Hurricanes | NHL          | 52  | 13            | 10            | 23            | 16            | —             | — | —        | —        | —        |          |          |
| 2014-15      | Winnipeg Jets       | NHL          | 20  | 1             | 7             | 8             | 4             | 4             | 0 | 0        | 0        | 0        |          |          |
| 2015-16      | New Jersey Devils   | NHL          | 30  | 2             | 2             | 4             | 6             | —             | — | —        | —        | —        |          |          |
| 2016-17      | Kärpät Oulu         | SM-l         | 14  | 1             | 4             | 5             | 4             | —             | — | —        | —        | —        |          |          |
| Celkem v NHL | Celkem v NHL        | Celkem v NHL | 446 | 89            | 88            | 177           | 126           | 4             | 0 | 0        | 0        | 0        |          |          |
| Celkem v ČHL | Celkem v ČHL        | Celkem v ČHL | 68  | 19            | 14            | 33            | 63            | —             | — | —        | —        | —        |          |          |
| Celkem v AHL | Celkem v AHL        | Celkem v AHL | 130 | 50            | 70            | 120           | 56            | 30            | 3 | 11       | 14       | 10       |          |          |

## Reprezentace
V seniorské reprezentaci dostal první šanci na Euro Hockey Challenge, kde odehrál dva zápasy proti Slovensku a připsal si jednu asistenci. V téže sezóně si také zahrál v následujícím dílu Euro Hockey Tour a to na Českých hokejových hrách.
| Rok                       | Tým                       | Soutěž                    | Z  | G | A | B  | TM |
| ------------------------- | ------------------------- | ------------------------- | -- | - | - | -- | -- |
| 2005                      | Česko 18                  | MS-18                     | 7  | 3 | 0 | 3  | 2  |
| 2006                      | Česko 18                  | MS-18                     | 7  | 4 | 3 | 7  | 8  |
| 2006                      | Česko 20                  | MSJ                       | 4  | 0 | 0 | 0  | 0  |
| 2013                      | Česko                     | MS                        | 8  | 1 | 3 | 4  | 8  |
| Juniorská kariéra celkově | Juniorská kariéra celkově | Juniorská kariéra celkově | 18 | 7 | 3 | 10 | 10 |
| Seniorská kariéra celkově | Seniorská kariéra celkově | Seniorská kariéra celkově | 8  | 1 | 3 | 4  | 8  |